# Zwemmen op de Olympische Zomerspelen 2012
Zwemmen is een van de sporten die beoefend werden tijdens de Olympische Zomerspelen 2012 in Londen.
Baan- en openwaterzwemmen zijn twee van de vijf zwemdisciplines (naast schoonspringen, synchroonzwemmen en waterpolo) die op de Olympische Spelen beoefend worden.
De 32 onderdelen in het baanzwemmen werden van 28 juli tot en met 4 augustus in het London Aquatics Centre gehouden. De beide onderdelen in het open water vonden op 9 (vrouwen) en 10 augustus (mannen) in het Hyde Park, in het water van het Serpentine Lake, plaats.

## Onderdelen
Het zwemprogramma van 2012 was niet veranderd ten opzichte van 2008. Dit hield in dat er 32 onderdelen werden georganiseerd (16 voor mannen en 16 voor vrouwen) in het baanzwemmen en twee onderdelen in het openwaterzwemmen:
Baanzwemmen
Vrije slag: 50 m, 100 m, 200 m, 400 m, 800 m (alleen vrouwen), 1500 m (alleen mannen), 4×100 m estafette, 4×200 m estafette
Rugslag: 100 m, 200 m
Schoolslag: 100 m, 200 m
Vlinderslag: 100 m, 200 m
Wisselslag: 200 m, 400 m, 4×100 m estafette
Openwaterzwemmen
10 kilometer

## Kwalificatiecriteria

### Baanzwemmen
Elk Nationaal Olympisch Comité mocht maximaal twee zwemmers per individueel onderdeel afvaardigen, indien ze beiden aan de A-limiet hadden voldaan, of een zwemmer, als deze aan de B-limiet had voldaan. Een NOC mocht een estafetteteam inschrijven per onderdeel. Als er van een land geen zwemmers voldeden aan de B-limiet, dan mocht dit land maximaal een man en een vrouw inschrijven voor de Spelen. Er moest voldaan worden aan de criteria in een van de volgende kampioenschappen: continentale kampioenschappen (zoals het EK), nationale olympische selectiewedstrijden, of een internationale competitie goedgekeurd door de FINA.
Limieten
De standaard FINA-criteria waren als volgt:
| Discipline        | Mannen                                                               | Mannen                                                               | Vrouwen                                                              | Vrouwen                                                              |
| Discipline        | A-limiet                                                             | B-limiet                                                             | A-limiet                                                             | B-limiet                                                             |
| ----------------- | -------------------------------------------------------------------- | -------------------------------------------------------------------- | -------------------------------------------------------------------- | -------------------------------------------------------------------- |
| 50m vrije slag    | 22,11                                                                | 22,73                                                                | 25,27                                                                | 25,76                                                                |
| 100m vrije slag   | 48,82                                                                | 50,93                                                                | 54,57                                                                | 56,54                                                                |
| 200m vrije slag   | 1.47,82                                                              | 1.50,76                                                              | 1.58,33                                                              | 2.02,68                                                              |
| 400m vrije slag   | 3.48,92                                                              | 3.58,01                                                              | 4.09,35                                                              | 4.19,68                                                              |
| 800m vrije slag   | -                                                                    | -                                                                    | 8.33,84                                                              | 8.54,04                                                              |
| 1500m vrije slag  | 15.11,83                                                             | 15.45,12                                                             | -                                                                    | -                                                                    |
| 100m rugslag      | 54,40                                                                | 56,40                                                                | 1.00,82                                                              | 1.03,11                                                              |
| 200m rugslag      | 1.58,48                                                              | 2.01,53                                                              | 2.10,84                                                              | 2.15,32                                                              |
| 100m schoolslag   | 1.00,79                                                              | 1.03,61                                                              | 1.08,49                                                              | 1.09,98                                                              |
| 200m schoolslag   | 2.11,74                                                              | 2.18,24                                                              | 2.26,89                                                              | 2.32,15                                                              |
| 100m vlinderslag  | 52,36                                                                | 54,09                                                                | 58,70                                                                | 1.00,87                                                              |
| 200m vlinderslag  | 1.56,86                                                              | 2.01,08                                                              | 2.08,95                                                              | 2.14,00                                                              |
| 200m wisselslag   | 2.00,17                                                              | 2.03,89                                                              | 2.13,36                                                              | 2.16,98                                                              |
| 400m wisselslag   | 4.16,46                                                              | 4.24,78                                                              | 4.41,75                                                              | 4.52,59                                                              |
| 4×100m vrije slag | Top 12 van de WK 2011 + de 4 tijdsnelsten uit de kwalificatieperiode | Top 12 van de WK 2011 + de 4 tijdsnelsten uit de kwalificatieperiode | Top 12 van de WK 2011 + de 4 tijdsnelsten uit de kwalificatieperiode | Top 12 van de WK 2011 + de 4 tijdsnelsten uit de kwalificatieperiode |
| 4×200m vrije slag | Top 12 van de WK 2011 + de 4 tijdsnelsten uit de kwalificatieperiode | Top 12 van de WK 2011 + de 4 tijdsnelsten uit de kwalificatieperiode | Top 12 van de WK 2011 + de 4 tijdsnelsten uit de kwalificatieperiode | Top 12 van de WK 2011 + de 4 tijdsnelsten uit de kwalificatieperiode |
| 4×100m wisselslag | Top 12 van de WK 2011 + de 4 tijdsnelsten uit de kwalificatieperiode | Top 12 van de WK 2011 + de 4 tijdsnelsten uit de kwalificatieperiode | Top 12 van de WK 2011 + de 4 tijdsnelsten uit de kwalificatieperiode | Top 12 van de WK 2011 + de 4 tijdsnelsten uit de kwalificatieperiode |

### Openwaterzwemmen
Elk land mocht maximaal twee zwemmers inschrijven per onderdeel, het totaal aantal deelnemers was vastgesteld op 25, zowel bij de mannen als bij de vrouwen. Groot-Brittannië had als gastland het recht op minimaal een deelnemer in beide wedstrijden. De overige 48 plaatsten (24 bij de mannen, 24 bij de vrouwen) werden verdeeld via de wereldkampioenschappen openwaterzwemmen en een speciale kwalificatiewedstrijd. Opdat alle continenten op de Spelen vertegenwoordigd zouden zijn, werden er op het WK vijf plaatsen in beide wedstrijden voorbehouden voor de beste zwemmer van elk continent die niet rechtstreeks in aanmerking kwam voor kwalificatie.

#### Mannen
| Competitie                            | Locatie  | Datum            | Deelnemers |
| ------------------------------------- | -------- | ---------------- | --- |
| Gastland                              |          |                  | Daniel Fogg |
| WK openwaterzwemmen 2011              | Shanghai | 22 augustus 2011 | Spyridon Giannotis Thomas Lurz Sergej Bolsjakov Alex Meyer Ky Hurst Francisco José Hervas Brian Ryckeman Julien Sauvage Vladimir Djatsjin Andreas Waschburger |
| FINA Olympische Marathon Kwalificatie | Setúbal  | 10 juni 2012     | Oussama Mellouli Richard Weinberger Petar Stojtsjev Valerio Cleri Troyden Prinsloo Yasunari Hirai Igor Tsjervinski Ivan Enderica Arseniy Lavrentyev           |
| Continentale vertegenwoordiging       | Setúbal  | 10 juni 2012     | Joeri Koedinov Erwin Maldonado Csaba Gercsak Kane Radford Magen Aziz                                                                                          |
| Totaal                                | Totaal   | Totaal           | 25 |

#### Vrouwen
| Competitie                            | Locatie  | Datum            | Deelnemers |
| ------------------------------------- | -------- | ---------------- | --- |
| WK openwaterzwemmen 2011              | Shanghai | 22 augustus 2011 | Keri-Anne Payne Martina Grimaldi Marianna Lymperta Melissa Gorman Cecilia Biagioli Poliana Okimoto Jana Pechanová Angela Maurer Swann Oberson Erika Villaécija |
| FINA Olympische Marathon Kwalificatie | Setúbal  | 9 juni 2012      | Haley Anderson Éva Risztov Fang Yanqiao Zsofia Balazs Ophélie Aspord Natalia Charlos Anna Goeseva Karla Sitić Terri Tang Yumi Kida                             |
| Continentale vertegenwoordiging       | Setúbal  | 9 juni 2012      | Olga Beresnjeva Cara Baker Yanel Pinto Heidi Gan Jessica Roux                                                                                                  |
| Totaal                                | Totaal   | Totaal           | 25 |

## Programma
| S | Series | HF | Halve finales | Goud | Finale |

| Ochtendsessie | 11:00 (MEZT) | Avondsessie | 20:30 (MEZT) |

### Mannen
| Onderdeel         | Juli/Augustus | Juli/Augustus | Juli/Augustus | Juli/Augustus | Juli/Augustus | Juli/Augustus | Juli/Augustus | Juli/Augustus | Juli/Augustus | Juli/Augustus | Juli/Augustus | Juli/Augustus | Juli/Augustus | Juli/Augustus | Juli/Augustus |   |
| Onderdeel         | 28            | 28            | 29            | 29            | 30            | 30            | 31            | 31            | 1             | 1             | 2             | 2             | 3             | 3             | 4             |   |
| ----------------- | ------------- | ------------- | ------------- | ------------- | ------------- | ------------- | ------------- | ------------- | ------------- | ------------- | ------------- | ------------- | ------------- | ------------- | ------------- | - |
| 50m vrije slag    |               |               |               |               |               |               |               |               |               |               | S             | HF            |               | Goud          |               |   |
| 100m vrije slag   |               |               |               |               |               |               | S             | HF            |               | Goud          |               |               |               |               |               |   |
| 200m vrije slag   |               |               | S             | HF            |               | Goud          |               |               |               |               |               |               |               |               |               |   |
| 400m vrije slag   | S             | Goud          |               |               |               |               |               |               |               |               |               |               |               |               |               |   |
| 1500m vrije slag  |               |               |               |               |               |               |               |               |               |               |               |               | S             |               | Goud          |   |
| 100m rugslag      |               |               | S             | HF            |               | Goud          |               |               |               |               |               |               |               |               |               |   |
| 200m rugslag      |               |               |               |               |               |               |               |               | S             | HF            |               | Goud          |               |               |               |   |
| 100m schoolslag   | S             | HF            |               | Goud          |               |               |               |               |               |               |               |               |               |               |               |   |
| 200m schoolslag   |               |               |               |               |               |               | S             | HF            |               | Goud          |               |               |               |               |               |   |
| 100m vlinderslag  |               |               |               |               |               |               |               |               |               |               | S             | HF            |               | Goud          |               |   |
| 200m vlinderslag  |               |               |               |               | S             | HF            |               | Goud          |               |               |               |               |               |               |               |   |
| 200m wisselslag   |               |               |               |               |               |               |               |               | S             | HF            |               | Goud          |               |               |               |   |
| 400m wisselslag   | S             | Goud          |               |               |               |               |               |               |               |               |               |               |               |               |               |   |
| 4x100m vrije slag |               |               | S             | Goud          |               |               |               |               |               |               |               |               |               |               |               |   |
| 4x200m vrije slag |               |               |               |               |               |               | S             | Goud          |               |               |               |               |               |               |               |   |
| 4x100m wisselslag |               |               |               |               |               |               |               |               |               |               |               |               | S             |               | Goud          |   |
| Totaal            | 2             | 2             | 2             | 2             | 2             | 2             | 2             | 2             | 2             | 2             | 2             | 2             | 2             | 2             | 2             | 2 |

### Vrouwen
| Onderdeel         | Juli/Augustus | Juli/Augustus | Juli/Augustus | Juli/Augustus | Juli/Augustus | Juli/Augustus | Juli/Augustus | Juli/Augustus | Juli/Augustus | Juli/Augustus | Juli/Augustus | Juli/Augustus | Juli/Augustus | Juli/Augustus | Juli/Augustus |   |
| Onderdeel         | 28            | 28            | 29            | 29            | 30            | 30            | 31            | 31            | 1             | 1             | 2             | 2             | 3             | 3             | 4             |   |
| ----------------- | ------------- | ------------- | ------------- | ------------- | ------------- | ------------- | ------------- | ------------- | ------------- | ------------- | ------------- | ------------- | ------------- | ------------- | ------------- | - |
| 50m vrije slag    |               |               |               |               |               |               |               |               |               |               |               |               | S             | HF            | Goud          |   |
| 100m vrije slag   |               |               |               |               |               |               |               |               | S             | HF            |               | Goud          |               |               |               |   |
| 200m vrije slag   |               |               |               |               | S             | HF            |               | Goud          |               |               |               |               |               |               |               |   |
| 400m vrije slag   |               |               | S             | Goud          |               |               |               |               |               |               |               |               |               |               |               |   |
| 800m vrije slag   |               |               |               |               |               |               |               |               |               |               | S             |               |               | Goud          |               |   |
| 100m rugslag      |               |               | S             | HF            |               | Goud          |               |               |               |               |               |               |               |               |               |   |
| 200m rugslag      |               |               |               |               |               |               |               |               |               |               | S             | HF            |               | Goud          |               |   |
| 100m schoolslag   |               |               | S             | HF            |               | Goud          |               |               |               |               |               |               |               |               |               |   |
| 200m schoolslag   |               |               |               |               |               |               |               |               | S             | HF            |               | Goud          |               |               |               |   |
| 100m vlinderslag  | S             | HF            |               | Goud          |               |               |               |               |               |               |               |               |               |               |               |   |
| 200m vlinderslag  |               |               |               |               |               |               | S             | HF            |               | Goud          |               |               |               |               |               |   |
| 200m wisselslag   |               |               |               |               | S             | HF            |               | Goud          |               |               |               |               |               |               |               |   |
| 400m wisselslag   | S             | Goud          |               |               |               |               |               |               |               |               |               |               |               |               |               |   |
| 4x100m vrije slag | S             | Goud          |               |               |               |               |               |               |               |               |               |               |               |               |               |   |
| 4x200m vrije slag |               |               |               |               |               |               |               |               | S             | Goud          |               |               |               |               |               |   |
| 4x100m wisselslag |               |               |               |               |               |               |               |               |               |               |               |               | S             |               | Goud          |   |
| Totaal            | 2             | 2             | 2             | 2             | 2             | 2             | 2             | 2             | 2             | 2             | 2             | 2             | 2             | 2             | 2             | 2 |

## Medailles
Legenda
- WR = Wereldrecord
- OR = Olympisch record

### Mannen
| Onderdeel            | Goud | Goud        | Zilver | Zilver   | Brons | Brons           |
| -------------------- | --- | ----------- | --- | -------- | --- | --------------- |
| Vrije slag           | |             | |          | |                 |
| 50 m                 | Florent Manaudou Frankrijk | 21,34       | Cullen Jones Verenigde Staten                                                                                             | 21,54    | César Cielo Brazilië                                                                                        | 21,59           |
| 100 m                | Nathan Adrian Verenigde Staten                                                                                                | 47,52       | James Magnussen Australië                                                                                                 | 47,53    | Brent Hayden Canada                                                                                         | 47,80           |
| 200 m                | Yannick Agnel Frankrijk | 01.43,14    | Park Tae-Hwan Zuid-Korea Sun Yang China                                                                                   | 01.44,93 | Niet uitgereikt                                                                                             | Niet uitgereikt |
| 400 m                | Sun Yang China | 3.40,14 OR  | Park Tae-Hwan Zuid-Korea                                                                                                  | 03.42,06 | Peter Vanderkaay Verenigde Staten                                                                           | 03.44,69        |
| 1500 m               | Sun Yang China | 14.31,02 WR | Ryan Cochrane Canada | 14.39,63 | Oussama Mellouli Tunesië                                                                                    | 14.40,31        |
| Rugslag              | |             | |          | |                 |
| 100 m                | Matt Grevers Verenigde Staten                                                                                                 | 52,16 OR    | Nick Thoman Verenigde Staten                                                                                              | 52,92    | Ryosuke Irie Japan                                                                                          | 52,97           |
| 200 m                | Tyler Clary Verenigde Staten                                                                                                  | 01.53,41    | Ryosuke Irie Japan | 01.53,78 | Ryan Lochte Verenigde Staten                                                                                | 01.53,94        |
| Schoolslag           | |             | |          | |                 |
| 100 m                | Cameron van der Burgh Zuid-Afrika                                                                                             | 58.46 WR    | Christian Sprenger Australië                                                                                              | 58,93    | Brendan Hansen Verenigde Staten                                                                             | 59,49           |
| 200 m                | Dániel Gyurta Hongarije | 2.07,28 WR  | Michael Jamieson Groot-Brittannië                                                                                         | 02.07,43 | Ryo Tateishi Japan                                                                                          | 02.08,29        |
| Vlinderslag          | |             | |          | |                 |
| 100 m                | Michael Phelps Verenigde Staten                                                                                               | 51,21       | Chad le Clos Zuid-Afrika Jevgeni Korotysjkin Rusland                                                                      | 51,44    | Niet uitgereikt                                                                                             | Niet uitgereikt |
| 200 m                | Chad le Clos Zuid-Afrika | 01.52,96    | Michael Phelps Verenigde Staten                                                                                           | 01.53,01 | Takeshi Matsuda Japan                                                                                       | 01.53,21        |
| Wisselslag           | |             | |          | |                 |
| 200 m                | Michael Phelps Verenigde Staten                                                                                               | 01.54,27    | Ryan Lochte Verenigde Staten                                                                                              | 01.54,90 | László Cseh Hongarije                                                                                       | 01.56,22        |
| 400 m                | Ryan Lochte Verenigde Staten                                                                                                  | 04.05,18    | Thiago Pereira Brazilië                                                                                                   | 04.08,86 | Kosuke Hagino Japan                                                                                         | 04.08,94        |
| Vrije slag estafette | |             | |          | |                 |
| 4x100 m              | Frankrijk Amaury Leveaux Fabien Gilot Clément Lefert Yannick Agnel Alain Bernard Jérémy Stravius                              | 03.09,93    | Verenigde Staten Nathan Adrian Michael Phelps Cullen Jones Ryan Lochte Jimmy Feigen Matt Grevers Ricky Berens Jason Lezak | 03.10,38 | Rusland Andrej Gretsjin Nikita Lobintsev Vladimir Morozov Danila Izotov Jevgeni Lagoenov Sergej Fesikov     | 03.11,41        |
| 4x200 m              | Verenigde Staten Ryan Lochte Conor Dwyer Ricky Berens Michael Phelps Charlie Houchin Matt McLean Davis Tarwater               | 06.59,70    | Frankrijk Amaury Leveaux Grégory Mallet Clément Lefert Yannick Agnel Jérémy Stravius                                      | 07.02,77 | China Hao Yun Li Yunqi Jiang Haiqi Sun Yang Lu Zhiwu Dai Jun                                                | 07.06,30        |
| Wisselslagestafette  | |             | |          | |                 |
| 4x100 m              | Verenigde Staten Matt Grevers Brendan Hansen Michael Phelps Nathan Adrian Nick Thoman Eric Shanteau Tyler McGill Cullen Jones | 03.29,35    | Japan Ryosuke Irie Kosuke Kitajima Takeshi Matsuda Takuro Fujii                                                           | 03.31,26 | Australië Hayden Stoeckel Christian Sprenger Matt Targett James Magnussen Brenton Rickard Tommaso D'Orsogna | 03.31,58        |

### Vrouwen
| Onderdeel            | Goud | Goud       | Zilver | Zilver  | Brons | Brons   |
| -------------------- | --- | ---------- | --- | ------- | --- | ------- |
| Vrije slag           | |            | |         | |         |
| 50 m                 | Ranomi Kromowidjojo Nederland | 24,05 OR   | Aleksandra Gerasimenia Wit-Rusland                                                                                               | 24,28   | Marleen Veldhuis Nederland                                                                                     | 24,39   |
| 100 m                | Ranomi Kromowidjojo Nederland | 53,00 OR   | Aleksandra Gerasimenia Wit-Rusland                                                                                               | 53,38   | Tang Yi China                                                                                                  | 53,44   |
| 200 m                | Allison Schmitt Verenigde Staten | 1.53,61 OR | Camille Muffat Frankrijk | 1.55,58 | Bronte Barratt Australië                                                                                       | 1.55,81 |
| 400 m                | Camille Muffat Frankrijk | 4.01,45 OR | Allison Schmitt Verenigde Staten                                                                                                 | 4.01,77 | Rebecca Adlington Groot-Brittannië                                                                             | 4.03,01 |
| 800 m                | Katie Ledecky Verenigde Staten | 8.14,63    | Mireia Belmonte Spanje | 8.18,76 | Rebecca Adlington Groot-Brittannië                                                                             | 8.20,32 |
| Rugslag              | |            | |         | |         |
| 100 m                | Missy Franklin Verenigde Staten | 58,33      | Emily Seebohm Australië | 58,68   | Aya Terakawa Japan                                                                                             | 58,83   |
| 200 m                | Missy Franklin Verenigde Staten | 2.04,06 WR | Anastasia Zoejeva Rusland | 2.05,92 | Elizabeth Beisel Verenigde Staten                                                                              | 2.06,55 |
| Schoolslag           | |            | |         | |         |
| 100 m                | Rūta Meilutytė Litouwen | 1.05,47    | Rebecca Soni Verenigde Staten | 1.05,55 | Satomi Suzuki Japan                                                                                            | 1.06,46 |
| 200 m                | Rebecca Soni Verenigde Staten | 2.19,59 WR | Satomi Suzuki Japan | 2.20,72 | Joelia Jefimova Rusland                                                                                        | 2.20,92 |
| Vlinderslag          | |            | |         | |         |
| 100 m                | Dana Vollmer Verenigde Staten | 55,98 WR   | Lu Ying China | 56,87   | Alicia Coutts Australië                                                                                        | 56,94   |
| 200 m                | Jiao Liuyang China | 2.04,06 OR | Mireia Belmonte Spanje | 2.05,25 | Natsumi Hoshi Japan                                                                                            | 2.05,48 |
| Wisselslag           | |            | |         | |         |
| 200 m                | Ye Shiwen China | 2.07,57 OR | Alicia Coutts Australië | 2.08,15 | Caitlin Leverenz Verenigde Staten                                                                              | 2.08,95 |
| 400 m                | Ye Shiwen China | 4.28,43 WR | Elizabeth Beisel Verenigde Staten                                                                                                | 4.31,27 | Li Xuanxu China                                                                                                | 4.32,91 |
| Vrije slag estafette | |            | |         | |         |
| 4x100 m              | Australië Alicia Coutts Cate Campbell Brittany Elmslie Melanie Schlanger Yolane Kukla Emily Seebohm Libby Trickett                  | 3.33,15 OR | Nederland Inge Dekker Marleen Veldhuis Femke Heemskerk Ranomi Kromowidjojo Hinkelien Schreuder                                   | 3.33,79 | Verenigde Staten Missy Franklin Jessica Hardy Lia Neal Allison Schmitt Natalie Coughlin Amanda Weir            | 3.34,24 |
| 4x200 m              | Verenigde Staten Missy Franklin Dana Vollmer Shannon Vreeland Allison Schmitt Lauren Perdue Alyssa Anderson                         | 7.42,92 OR | Australië Bronte Barratt Melanie Schlanger Kylie Palmer Alicia Coutts Brittany Elmslie Angie Bainbridge Jade Neilsen Blair Evans | 7.44,41 | Frankrijk Camille Muffat Charlotte Bonnet Ophélie-Cyrielle Étienne Coralie Balmy Margaux Farrell Mylène Lazare | 7.47,49 |
| Wisselslagestafette  | |            | |         | |         |
| 4x100 m              | Verenigde Staten Missy Franklin Rebecca Soni Dana Vollmer Allison Schmitt Rachel Bootsma Breeja Larson Claire Donahue Jessica Hardy | 3.52,05 WR | Australië Emily Seebohm Leisel Jones Alicia Coutts Melanie Schlanger Brittany Elmslie                                            | 3.54,02 | Japan Aya Terakawa Satomi Suzuki Yuka Kato Haruka Ueda                                                         | 3.55,73 |

### Openwaterzwemmen
| Onderdeel | Goud | Goud             | Zilver | Zilver         | Brons | Brons              |
| --------- | ---- | ---------------- | ------ | -------------- | ----- | ------------------ |
| Mannen    | TUN  | Oussama Mellouli | GER    | Thomas Lurz    | CAN   | Richard Weinberger |
| Vrouwen   | HUN  | Éva Risztov      | USA    | Haley Anderson | ITA   | Martina Grimaldi   |

### Medaillespiegel
| Plaats | Land             | NOC    | Goud | Zilver | Brons | Totaal |
| ------ | ---------------- | ------ | ---- | ------ | ----- | ------ |
| 1      | Verenigde Staten | USA    | 16   | 9      | 6     | 31     |
| 2      | China            | CHN    | 5    | 2      | 3     | 10     |
| 3      | Frankrijk        | FRA    | 4    | 2      | 1     | 7      |
| 4      | Nederland        | NED    | 2    | 1      | 1     | 4      |
| 5      | Zuid-Afrika      | RSA    | 2    | 1      | 0     | 3      |
| 6      | Hongarije        | HUN    | 2    | 0      | 1     | 3      |
| 7      | Australië        | AUS    | 1    | 6      | 3     | 10     |
| 8      | Tunesië          | TUN    | 1    | 0      | 1     | 2      |
| 9      | Litouwen         | LTU    | 1    | 0      | 0     | 1      |
| 10     | Japan            | JPN    | 0    | 3      | 8     | 11     |
| 11     | Rusland          | RUS    | 0    | 2      | 2     | 4      |
| 12     | Spanje           | ESP    | 0    | 2      | 0     | 2      |
| 12     | Wit-Rusland      | BLR    | 0    | 2      | 0     | 2      |
| 12     | Zuid-Korea       | KOR    | 0    | 2      | 0     | 2      |
| 15     | Canada           | CAN    | 0    | 1      | 2     | 3      |
| 15     | Groot-Brittannië | GBR    | 0    | 1      | 2     | 3      |
| 17     | Brazilië         | BRA    | 0    | 1      | 1     | 2      |
| 18     | Duitsland        | GER    | 0    | 1      | 0     | 1      |
| 19     | Italië           | ITA    | 0    | 0      | 1     | 1      |
| Totaal | Totaal           | Totaal | 34   | 36     | 32    | 102    |

Athene 1896 · 
Parijs 1900 · 
St. Louis 1904 · 
Londen 1908 · 
Stockholm 1912 · 
Antwerpen 1920 · 
Parijs 1924 · 
Amsterdam 1928 · 
Los Angeles 1932 · 
Berlijn 1936 · 
Londen 1948 · 
Helsinki 1952 · 
Melbourne 1956 · 
Rome 1960 · 
Tokio 1964 · 
Mexico-stad 1968 · 
München 1972 · 
Montréal 1976 · 
Moskou 1980 · 
Los Angeles 1984 · 
Seoel 1988 · 
Barcelona 1992 · 
Atlanta 1996 · 
Sydney 2000 · 
Athene 2004 · 
Peking 2008 · 
Londen 2012 · 
Rio de Janeiro 2016 ·
Tokio 2020 ·
Parijs 2024 ·
Los Angeles 2028 
Medaillewinnaars · Olympische records
Atletiek · Badminton · Basketbal · Boksen · Boogschieten · Gewichtheffen · Gymnastiek · Handbal · Hockey · Judo · Kanovaren · Moderne vijfkamp · Paardensport · Roeien · Schermen · Schietsport · Schoonspringen · Synchroonzwemmen · Taekwondo · Tafeltennis · Tennis · Triatlon · Voetbal · Volleybal · Waterpolo · Wielersport · Worstelen · Zeilen · Zwemmen